# Runenstein an der Råda kyrka

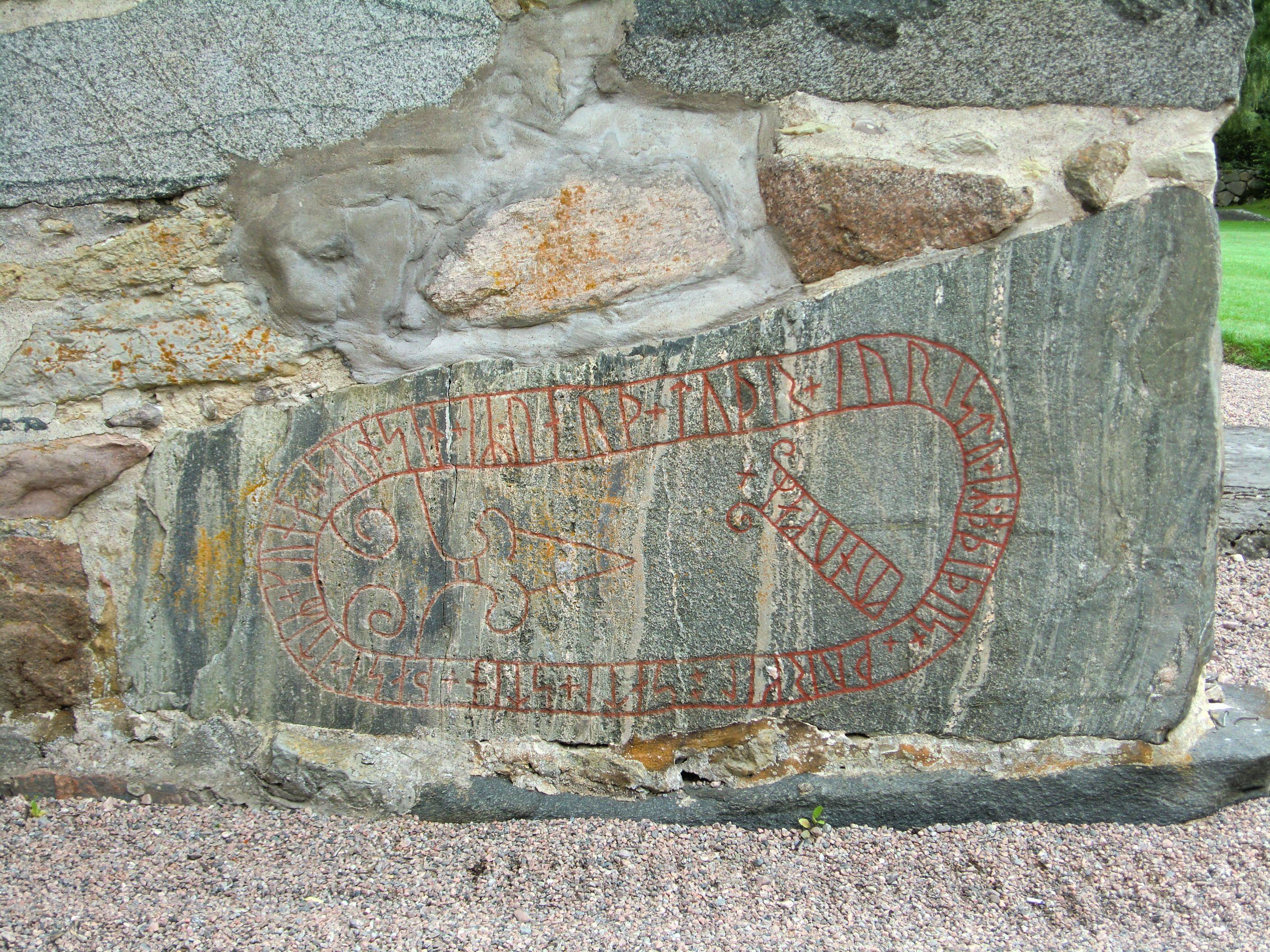
Runenstein Vg 40 an der Råda kyrka

Der trapezoide Runenstein an der Råda kyrka (Vg 40) ist aus Gneis, etwa 200 cm hoch, an der Basis 1,0 m und oben 0,6 m breit, 0,35 m dick und um 90° verdreht in die Mauer des Karnhauses der Råda kyrka (Kirche) westlich von Lidköping in Västergötland in Schweden eingebaut. Es ist ein Maskenstein.
Der Text des um 1000 datierten Runensteins lautet:
- þurkil sati stin þasi itiR kuna sun sin iR uarþ tuþr i uristu iR bþiþus kunukaR
- Þorkell setti stein þenna eptir Gunna, son sinn. Er vard dauðr í orrostu, er barðust konungar
- Thorkel setzte diesen Stein nach seinem Sohn Gunne. Er wurde in der Schlacht getötet, als die Könige kämpften.[1]

Was für eine Schlacht auf dem Stein/den Steinen erwähnt wird, ist unsicher. Es kann die Seeschlacht von Svold um das Jahr 1000 sein, als Olav I. Tryggvason gegen Olof Skötkonung kämpfte. Es kann auch die Schlacht am Helgeå von 1025 zwischen Knut und Anund Jakob gewesen sein.